# Nesozineus zonatus
Nesozineus zonatus är en skalbaggsart som beskrevs av Maria Helena M. Galileo och Martins 1996. Nesozineus zonatus ingår i släktet Nesozineus och familjen långhorningar. Inga underarter finns listade i Catalogue of Life.